# تعديل الجسم

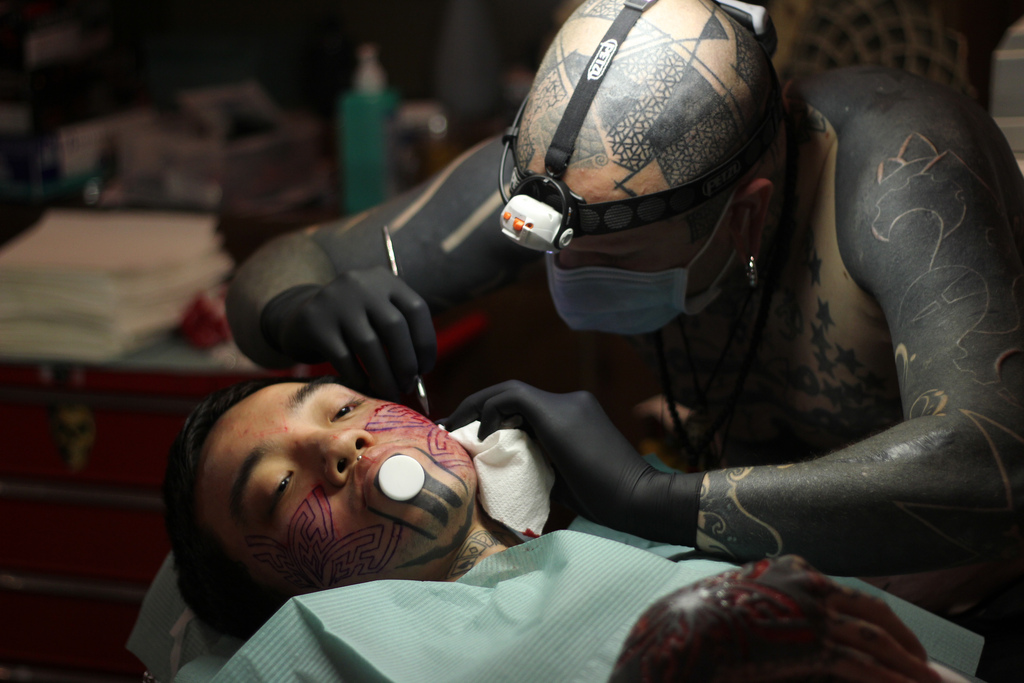

تعديل الجسم (بالإنجليزية: Body modification)‏ أو تغيير الهيئة (بالإنجليزية: body alteration)‏، هو تغيير متعمد لتشريح الجسم البشري أو مظهر الجسد البشري. وغالبا ما يتم ذلك لأهداف تجميلية، لتقوية القدرة الجنسية، أو لمعتقدات دينية، وكما يهدف لتعبير عن الذات، ولاسباب أخرى كذلك. تشمل الجراحة التجميلية، وتغييرات تكون مقبولة لدى بعض المجتمعات مثل ثقب الأذن.

## الحلي الظاهرة
- ثقب الجسد: يشتمل على وضع دائم لمجوهرات من خلال ثقب صناعي؛ يمكن التعديل عليه لاحقًا بتكبيره.
- ثقب الأذن: أكثر أنواع تعديل الجسم شيوعًا.
- التخريز: وضع حبات من الخرز تحت الجلد.
- طوق الرقبة: ارتداء مجموعة من الحلقات حول الرقبة تكون دائرية أو لولبية من أجل تمديد الرقبة (لكنها في الواقع تنزل الكتفين للأسفل).[3]
- غرز كيس الصفن.
- الوشم: حقن الصباغ تحت الجلد.
- تسويد الأسنان[4]
- وشم العين: حقن الصباغ في بياض العين.
- حلي مقلة العين: غرس قطعة من الحلي ضمن الطبقة الخارجية من العين.
- ثقب البشرة: حيث تثقب فتحات دخول وخروج الحلية عبر نفس المنطقة المسطحة من الجلد.
- غرسات جلدية سطحية[5][6]
- غرسات عبر الجلد: زرع الشيء المراد تحت أدمة الجلد، لكن الطرف الآخر يخرج من خلال موضع أو أكثر.

## غرسات تحت الجلد
- هي زرع شيء تحت أدمة الجلد تمامًا، مثل زرع القرون.[7]

## الإزالة أو الشق
- قص الشعر
- إزالة الشعر
- تعديل وتشويه الأعضاء التناسلية، وتشمل:
  - ختان الإناث (تشويه الأعضاء التناسلية الأنثوية)
  - استئصال غطاء البظر (رأب قلنسوة البظر) – استئصال غطاء البظر.
  - استئصال البظر
  - الختان الفرعوني - استئصال جراحي للأعضاء التناسلية الأنثوية الخارجية ومحاولة دمجها من الفرج.
  - تجميل الشفران – تعديل في شكل الشفران (إزالة، تقليص، تحسين، أو تشكيلهما).
  - الختان – الإزالة الجزئية أو الكاملة لقلفة القضيب، أحيانًا مع اللجام.
  - استعادة القلفة – مجموعة من الأساليب المستخدمة لإعادة تشكيل قلفة القضيب.
  - الخصي: الإزالة الكاملة للقضيب (يشمل ذلك استئصال الخصيتين وبتر القضيب).
  - إزالة اللجام[8]
  - بضع الصماخ: قص الجزء الأسفل من حشفة القضيب.
  - استئصال الخصية.
  - بتر القضيب: استئصال عضو القضيب.
  - تشريط القضيب: أي تشريط الجزء السفلي من القضيب، تدعى أيضًا ببضع الإحليل.

## الجدل
يستخدم معارضو عمليات تعديل الجسم مصطلحات من مثال «التقبيح» أو «التشويه» (بصرف النظر عن أي نوع من التقدير للفعل، تنطبق هذه النظرة موضوعيًا عند تأثير وظيفة بدنية سلبيًا أو فقدانها)، في وصف أنواع معينة من التعديلات، خصوصًا تلك التي لم تعتمد على اتفاق بين الطرفين. تستخدم المصطلحات بون جدل لوصف ضحايا التعذيب، الذين عانوا تضررًا في الأذنين، والعينين، والقدمين، والجهاز التناسلي، والأيدي، والأنف، والأسنان، و/أو الألسنة، أو بتر الأطراف، والحرق، والجلد، والثقب، والجلد، والتعذيب بالإطار.
تتم بعض الإجراءات الغزوية (إجراء طبي ضمن الجسم) بتعديل الأعضاء التناسلية البشرية بموافقة المريض، باستخدام التخدير. تصف عبارة «تشويه الأعضاء التناسلية» أحيانًا الإجراءات التي يجبر أفراد على الخضوع لها دون أخذ موافقة واعية منهم، أو دون تخدير أو أدوات جراحية معقمة. تستخدم العبارة لوصف إجراءات مثل الخصي غير الطوعي، وختان الذكور، وتشويه الأعضاء التناسلية للإناث. يقول المدافعون عن حقوق الثنائية الجنسية أن تعديل الأعضاء التناسلية للأفراد الذين ولدوا بعضوين تناسليين في سن الطفولة دون موافقتهم الواعية هو شكل من أشكال التشويه.
يختلف تشويه الذات عن تعديل الجسم في حالات كثيرة. يمنح تعديل الجسم يمنح المرء شعورًا بالكبرياء والإثارة، ويتباهى به أمام الآخرين. بالنقيض من ذلك، عادة ما يشعر أولئك الذين يشوهون أنفسهم بالخجل مما فعلوه ويريدون إخفاء أي دليل على الأذى الذي تسببوا به. يخضع الناس لتعديل الجسم بغض الزينة، والتعبير عن الذات، ومجموعة تشمل العديد من الأسباب الإيجابية الأخرى، في حين يمارس التشويه الذاتي نتيجة العقلي أو العاطفي وعدم القدرة على التعامل مع الألم النفسي. يفعل أولئك الذين يمارسون تشويه الذات ذلك لمعاقبة أنفسهم، وتعبيرًا عن الاضطراب الداخلي، والحد من القلق الشديد.